# Edwin Bafcop
Edwin Bafcop, né le 24 décembre 1962 à Poperinge, est un coureur cycliste belge.

## Biographie
Edwin Bafcop naît le 24 décembre 1962 à Poperinge en Belgique.

## Palmarès

### Palmarès amateur
- 1984
  - Deux Jours du Gaverstreek :
    - Classement général
    - 1re étape

  - 2e de la Course des chats

### Palmarès professionnel
- 1988[1]
  - Grand Prix de Fourmies
  - 2e du Championnat des Flandres
- 1989
  - 2e du Circuit de Getxo
  - 3e de Grand Prix de Cholet-Mauléon-Moulins
- 1990
  - Grand Prix de la ville de Rennes
- 1991
  - 2e du Tour de Vendée
  - 3e du Omloop van de Westkust
- 1992
  - 2e du Grand Prix Raf Jonckheere

### Résultats sur le Tour d'Espagne
2 participations
- 1986 : non-partant (10e étape)
- 1990 : abandon (3e étape)